# Brownsville (Pennsylvania)
Brownsville è un borough degli Stati Uniti d'America, nella Contea di Fayette in Pennsylvania. Fondata ufficialmente nel 1785, si trova a 56 chilometri a sud di Pittsburgh lungo il fiume Monongahela.